# Liebe ist für alle da
Liebe ist für alle da é o sexto álbum de estúdio da banda alemã Rammstein. Foi lançado na Europa em 16 de outubro de 2009, no Reino Unido em 19 de outubro de 2009 e nos Estados Unidos em 20 de outubro de 2009. Em fevereiro de 2010, o álbum vendeu 679,500 cópias em todo o mundo.

## Divulgação
O título do álbum foi confirmado em 1 de setembro de 2009, em um vídeo promocional para o primeiro single, "Pussy", lançado em 18 de setembro de 2009. O vídeo de "Pussy" foi lançado no site adulto Visit-X, dois dias antes do single ser lançado. O vídeo apresenta cenas de nudez explícita masculina e feminina, bem como os membros da banda (interpretados por dublês nas cenas de nudez) participando de atividades sexuais com mulheres. Em julho de 2009, uma versão promocional da faixa título, "Liebe ist für alle da", vazou na internet, junto com vários materiais promocionais. Fotos tiradas durante a gravação do álbum foram posteriormente disponibilizadas no site oficial do Rammstein.
Paul Landers afirmou que as faixas que não apareceram no álbum apareceriam como B-sides em singles e que haveria uma edição especial do álbum com cinco faixas bônus.  Em 8 de novembro de 2009, o Rammstein fez seu primeiro show pela turnê "Liebe is für alle da" em Lisboa, Portugal. Como anunciado em uma entrevista, um vídeo foi filmado para o terceiro single do álbum, "Haifisch", que estreou na página da banda no MySpaceem 23 de abril de 2010. "Waidmanns Heil" aparece como uma faixa jogável no jogo Guitar Hero: Warriors of Rock. Em 2013, a música "Führe mich" apareceu no filme Ninfomaníaca, de Lars von Trier.

## Performance comercial e críticas
| Críticas profissionais | Críticas profissionais |
| Avaliações da crítica  | Avaliações da crítica  |
| Fonte                  | Avaliação              |
| ---------------------- | ---------------------- |
| AllMusic               | [ 14 ]                 |
| BBC Music              | favorável              |
| Consequence of Sound   | C+                     |
| Kerrang!               | [ 17 ]                 |
| Metal Hammer           | 9/10                   |
| NME                    | 8/10                   |
| PopMatters             | 8/10                   |
| Release Magazine       | 6/10                   |
| Rock Sound             | 9/10                   |
| The Second Supper      | favorável              |

"Liebe ist für alle da" foi certificado com disco de platina na Finlândia antes de seu lançamento, unicamente com vendas de pré-lançamento. Ele estreou no número 3 nas paradas francesas, tornando-se o álbum comercial mais bem sucedido do Rammstein na França até hoje. Além disso, o álbum entrou no número 13 nas paradas americanas, tornando-se também o álbum mais bem sucedido do Rammstein nos Estados Unidos, embora tenha caído de posição na lista de álbuns dos EUA após quatro semanas. Na Alemanha, o álbum entrou nas paradas em número 1 após o melhor começo de um álbum de música em 2009 e batendo "Alles kann besser werden" do popular cantor de R&B alemão Xavier Naidoo. Ele permaneceu em altas posições nas paradas até ser censurado.

## Censura
O álbum foi adicionado ao índice da Bundesprüfstelle für jugendgefährdende Medien (Departamento Federal de Mídia Nociva para Jovens) na Alemanha, devido à faixa "Ich tu dir weh" e uma foto dentro do encarte do álbum mostrando Richard Kruspe espancando uma mulher nua. Isso significava que apenas adultos poderiam comprar o álbum; Além disso, ele não deveria ser exibido em lojas onde menores de idade têm acesso. Como conseqüência, o álbum foi relançado na Alemanha em 16 de novembro em uma versão editada sem a faixa (um silêncio de 3 segundos foi adicionado na segunda faixa) e a imagem censurada. A banda ainda tocava a versão instrumental ao vivo na Alemanha até que foi banida das apresentações ao vivo.
Apesar da censura, o vídeo "Ich tu dir weh" foi lançado em 21 de dezembro de 2009, no site adulto Visit-X, assim como o vídeo de "Pussy", após anúncio no site oficial da banda. Na Europa, o single foi lançado em 5 de fevereiro de 2010 e no Reino Unido em 15 de fevereiro de 2010.
Em 31 de maio de 2010, o tribunal administrativo de Colônia decidiu suspender o efeito da censura (caso 22 L 1899/09). O departamento alemão suprimiu o registro das listas de censura em 1 de junho (Decisão N°. A 117/10). Em 9 de junho a banda anunciou em seu site oficial que a versão original do álbum já estava disponível em sua loja e que o lançamento do single "Ich tu dir weh" na Alemanha foi planejado em um curto período de tempo.

## Faixas

### Edição padrão
| N.º            | Título                                              | Duração |  |
| 1.             | "Rammlied"                                          | 5:18    |  |
| 2.             | "Ich tu dir weh (Eu te machuco)"                    | 5:02    |  |
| 3.             | "Waidmanns Heil (Ode ao caçador)"                   | 3:33    |  |
| 4.             | "Haifisch (Tubarão)"                                | 3:45    |  |
| 5.             | "B********" (Bückstabü)                             | 4:14    |  |
| 6.             | "Frühling in Paris (Primavera em Paris)"            | 4:45    |  |
| 7.             | "Wiener blut (Viena de sangue)"                     | 3:52    |  |
| 8.             | "Pussy (Vagina)"                                    | 3:59    |  |
| 9.             | "Liebe ist für alle da (O amor está lá para todos)" | 3:28    |  |
| 10.            | "Mehr (Mais)"                                       | 4:10    |  |
| 11.            | "Roter Sand (Areia vermelha)"                       | 3:59    |  |
| Duração total: | Duração total:                                      | 46:06   |  |

### Edição especial
| N.º            | Título                             | Duração |  |
| 12.            | "Führe mich (Carregue-me)"         | 4:33    |  |
| 13.            | "Donaukinder (Criança de Danúbio)" | 5:18    |  |
| 14.            | "Halt (Parar)"                     | 4:21    |  |
| 15.            | "Roter Sand" (Orchester Version)   | 4:08    |  |
| 16.            | "Liese"                            | 3:55    |  |
| Duração total: | Duração total:                     | 1:08:21 |  |

## Desempenho nas paradas
| Paradas (2009)                           | Posição |
| ---------------------------------------- | ------- |
| Alemanha (German Albums Chart)           | 1       |
| Austrália (Australian Albums Chart)      | 9       |
| Áustria (Austrian Albums Chart)          | 1       |
| Bélgica (Belgian Albums Chart)           | 3       |
| Canadá (Canadian Albums Chart)           | 29      |
| Croácia (Croatian Albums Chart)          | 7       |
| Chéquia (Czech Albums Chart)             | 1       |
| Dinamarca (Danish Albums Chart)          | 1       |
| Países Baixos (Dutch Albums Chart)       | 1       |
| União Europeia (European Albums Chart)   | 1       |
| Finlândia (Finnish Albums Chart)         | 1       |
| França (French Albums Chart)             | 2       |
| Grécia (Greek Albums Chart)              | 30      |
| Hungria (Hungarian Albums Chart)         | 10      |
| Irlanda (Irish Albums Chart)             | 25      |
| Itália (Italian Albums Chart)            | 14      |
| Japão (Japanese Albums Chart)            | 165     |
| México (Mexican Albums Chart)            | 4       |
| Nova Zelândia (New Zealand Albums Chart) | 15      |
| Noruega (Norwegian Albums Chart)         | 4       |
| Polónia (Polish Albums Chart)            | 2       |
| Portugal (Portuguese Albums Chart)       | 4       |
| Rússia (Russian Albums Chart)            | 2       |
| Eslovênia (Slovenian Albums Chart)       | 1       |
| Espanha (Spanish Albums Chart)           | 5       |
| Suíça (Swiss Albums Chart)               | 1       |
| Suécia (Swedish Albums Chart)            | 3       |
| Reino Unido (UK Albums Chart)            | 16      |
| Estados Unidos (US Billboard 200)        | 13      |
| Mundial (World Albums Chart)             | 3       |

### Paradas de fim de ano
| Paradas (2009)                           | Posição |
| ---------------------------------------- | ------- |
| Finlândia (Finnish Albums Chart)         | 3       |
| Alemanha (German Albums Chart)           | 7       |
| Polónia (Polish Album Chart)             | 30      |
| Paradas (2010)                           | Posição |
| União Europeia (European Top 100 Albums) | 47      |
| Alemanha (German Albums Chart)           | 67      |

## Histórico de lançamento
| País           | Data                   | Gravadora       | Formato | Catálogo                        |
| -------------- | ---------------------- | --------------- | ------- | ------------------------------- |
| União Europeia | 16 de outubro de 2009  | Universal Music | CD      | 06025 2719515 5 06025 2719514 8 |
| Reino Unido    | 19 de outubro de 2009  | Universal Music | LP      | 2721463                         |
| Estados Unidos | 20 de outubro de 2009  | Universal Music | CD      | 2721358                         |
| Austrália      | 23 de outubro de 2009  | Universal Music | CD      | 2719515                         |
| Canadá         | 27 de outubro de 2009  | Universal Music | CD      | 2721358                         |
| Japão          | 16 de dezembro de 2009 | Universal Music | SHM-CD  | UICO-1176/7                     |
| União Europeia | 8 de dezembro de 2017  | Universal Music | LP      | 2729678                         |